# Avia (Grecia)
Avia este un oraș în Grecia în prefectura Messinia.